# Landsberger Hof

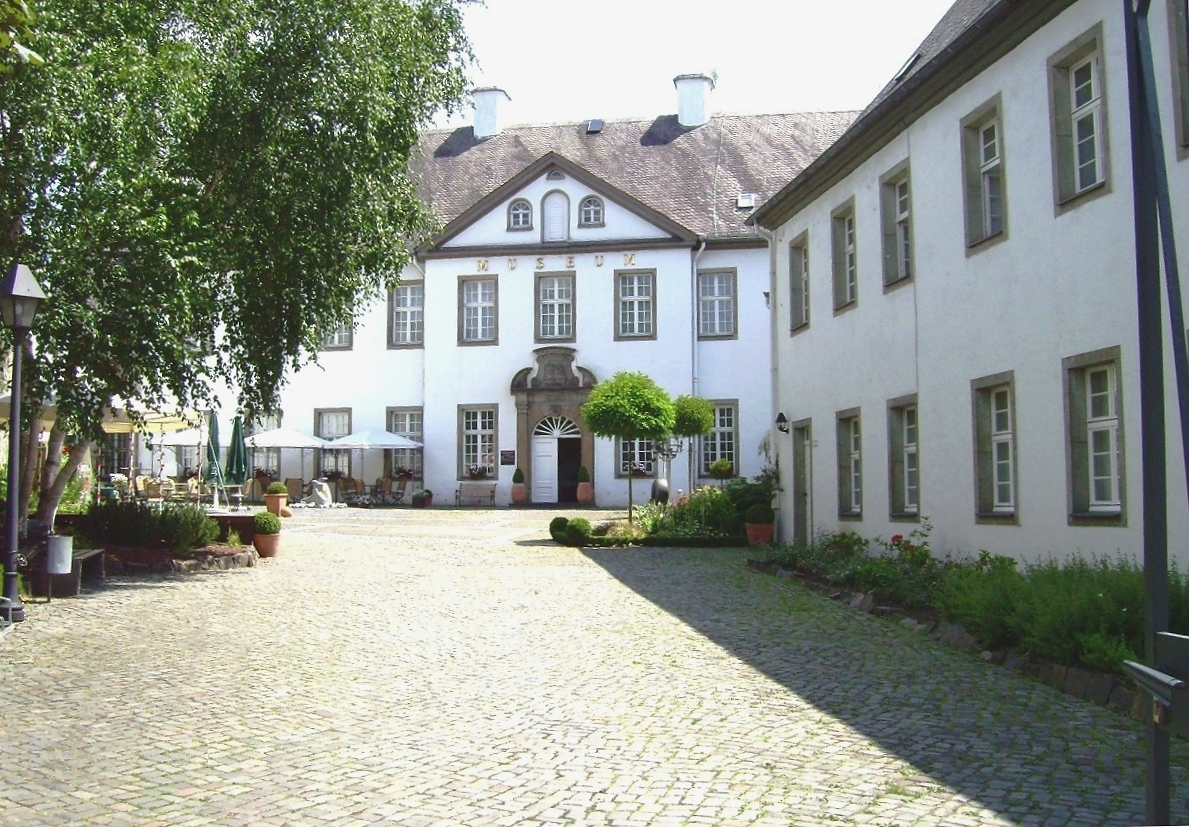
Landsberger Hof

Der Landsberger Hof ist ein 1605 erbautes Stadtpalais in der Altstadt von Arnsberg, in dem sich heute das Sauerland-Museum befindet.
Er besteht aus einem Hauptgebäude mit einem rückwärtig angebauten Turm, einem Seitenflügel und Nebengebäuden. Unterhalb des Hofes existierte ein repräsentativer Garten und eine Promenade, die später aber der Stadterweiterung weichen mussten.

## Geschichte
Das Gebäude ließ Kurfürst Ernst von Bayern (1583–1612) über einem Teilstück der mittelalterlichen Stadtmauer (ca. 1240) im Bereich der damaligen Unterstadt nach französischen Vorbildern errichten. Nach der Fertigstellung übereignete der Kurfürst das Gebäude Gertrud von Plettenberg, die als Verwalterin für die fürstlichen Schlösser in Schloss Arnsberg, Schloss Höllinghofen und Schloss Hirschberg zuständig war. Die Gräfin war Mätresse des Kurfürsten und möglicherweise auch seine heimliche Ehefrau. Nach dem Tod Gertruds ging der später so genannte Landsberger Hof an ihre Tochter Katharina über, die ebenso wie Wilhelm von Bayern (Landdrost im Herzogtum Westfalen von 1613 bis 1624 und später Fürstabt von Stablo und Malmedy), aus der Verbindung Gertruds mit Ernst von Bayern entstammte. Diese ebenfalls von Bayern genannte Tochter des Kurfürsten heiratete einen Adeligen in spanischen Diensten und musste daher Arnsberg verlassen. Für den Betrag von 1000 Franken im Jahr wurde der Hof an den Kurstaat vermietet. Während der Regierungszeit des Kurfürsten Ferdinand von Bayern (1612–1650) fand der Kurstaat die Erbin Katharinas, einer Nonne in Belgien, mit 4000 Gulden ab. Das Geld sollte zum Bau einer Kirche des Nonnenklosters in Frankreich dienen. In der Zeit Ferdinands war das Gebäude Sitz des Landdrosten, dem höchsten kurfürstlichen Beamten im Herzogtum, und war dessen Wohn- und Dienstsitz.

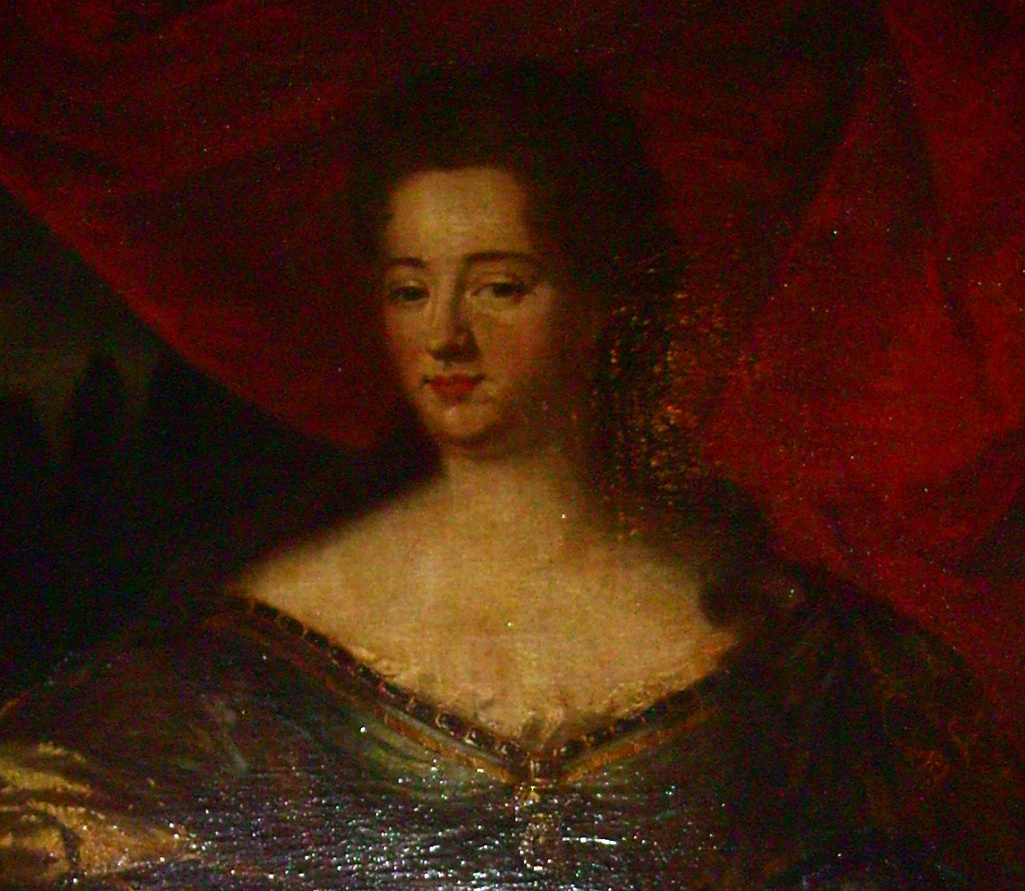
Gertrud von Plettenberg (Ausschnitt aus einem zeitgenössischen Gemälde)

Unter der Herrschaft Maximilian Heinrich wurde das Gebäude vom kurfürstlichen Staat angekauft, gleichzeitig wurden aber die Amtsräume des Drosten ins Schloss selbst verlegt. Als Auszeichnung für seine Verdienste für das Herzogtum beschlossen die Landstände des Herzogtums, die Übertragung der Anlage an den Landdrosten Daniel Dietrich von Landsberg zu Erwitte. Seither wurde das Gebäude als „Landsberger Hof“ bezeichnet. Bis das Gebäude 1921 in das Eigentum der Stadt Arnsberg überging blieb es im Besitz der Familie von Landsberg.
Genutzt wurde es allerdings seit dem 18. Jahrhundert für öffentliche Zwecke. Nach einem Brand wurde der Landsberger Hof in der Zeit von 1733 bis 1741 von dem Baumeister Michael Spanner wieder errichtet. Nach der Zerstörung des Schlosses (1762) war der Landsberger Hof Residenz der Kurfürsten von Köln während ihrer Aufenthalte in Arnsberg. Nach der Flucht der kurfürstlichen Verwaltung aus Bonn vor den französischen Revolutionstruppen diente der Hof seit 1794 als Sitz des Oberappellationsgericht des Kurstaates. Auch in hessischer (seit 1803) und preußischer Zeit (seit 1816) war es Wohn- und Dienstsitz von Behörden und Einrichtungen. Nach der Besitzergreifung des Herzogtums Westfalen durch Hessen-Darmstadt war es Regierungsgebäude und Sitz der Hofkammer und der Kriegskommission. Beim Übergang an Preußen war der Hof Dienst- und Wohnsitz des ersten Regierungspräsidenten von Bernuth. Seit 1825 war dort das Königliche Hofgericht untergebracht. Nach dem Bau eines neuen Gerichtsgebäudes war im Landsberger Hof unter anderem die Oberpostdirektion untergebracht. Pläne der Stadt Arnsberg im 19. Jahrhundert dort eine Mädchenschule einzurichten, scheiterten an dem von der Familie von Landsberg verlangten Kaufpreis.
Nach dem Übergang an die Stadt wurde das Gebäude Sitz der örtlichen Freiwilligen Feuerwehr und eines Heimatmuseums. Aus Geldmangel wurde die Anlage während des Zweiten Weltkrieges an den Kreis Arnsberg verkauft und ging später auf dessen Nachfolger, den Hochsauerlandkreis, über. Nach dem Krieg diente es unter anderem als Schule für Kinder der in Arnsberg stationierten belgischen Soldaten, der Informationsstelle „Die Brücke“ und der Regierungsbezirkspolizei. Nach dem Auszug der Feuerwehr 1959 wurde das kriegsbeschädigte Gebäude sorgfältig restauriert und ist seit 1964 Ausstellungsort des regionalgeschichtlichen Sauerland-Museums. In einem Nebengebäude befindet sich ein Museumscafé.